# Target Center
Das Target Center ist eine Multifunktionshalle in der US-amerikanischen Stadt Minneapolis im Bundesstaat Minnesota. Sie ist gegenwärtig die Heimspielstätte der Basketballmannschaften Minnesota Timberwolves aus der National Basketball Association (NBA) sowie der Minnesota Lynx aus der Women’s National Basketball Association (WNBA). Die Halle trägt seit der Eröffnung den Sponsorennamen des in Minneapolis ansässige Einzelhandelsunternehmens Target Corporation. Die Arena liegt neben dem Target Field, dem Stadion der Baseballmannschaft der Minnesota Twins aus der Major League Baseball (MLB).

## Geschichte
Von 1947 bis 1960 waren die heutigen Los Angeles Lakers in Minneapolis als Minneapolis Lakers beheimatet und gewannen mit Trainer John Kundla fünf Meistertitel (1949, 1950, 1952, 1953 und 1954). Sie trugen ihre Heimspiele im Minneapolis Auditorium und in der letzten Saison im Minneapolis Armory aus. Im April 1987 vergab die NBA einen Franchisevertrag an die Stadt Minneapolis, womit eine neue Spielstätte in der Stadt notwendig wurde. Später im Jahr wurde die Baugenehmigung erteilt. Am 12. Juli 1988 begann das Bauunternehmen Mortenson Construction in Downtown Minneapolis mit der Errichtung der vom Architekturbüro KMR Architects, Ltd. entworfenen Arena. Nach 27 Monaten Bauzeit wurde am 13. Oktober 1990 die Eröffnung mit einer Wohltätigkeitsveranstaltung der American Cancer Society namens Jump Ball gefeiert. Als erste Veranstaltungshalle in den Vereinigten Staaten gab es ein Rauch- und Tabakwerbeverbot bzw. es war dort nie erlaubt. Die erste Partie der Minnesota Timberwolves im Target Center in der Regular Season wurde am 2. November 1990 gegen die Dallas Mavericks (98:85) ausgetragen. Die Minnesota Lynx standen zum ersten Mal in der Regular Season am 12. Juni 1999 auf dem Parkett und bezwangen die Detroit Shock mit 68:51. Die damaligen Besitzer der Timberwolves, Wolfenson und Ratner, waren auch Eigentümer des Target Center. Aufgrund von finanziellen Schwierigkeiten Anfang der 1990er Jahre verkauften die Besitzer, nach langen Verhandlungen, die Veranstaltungsstätte 1995 an die Stadt.
Die Mehrzweckhalle kann seit Dezember 2004 für kleinere Veranstaltungen mit 2500 bis 7500 Besuchern in das U.S. Bank Theater at Target Center mit Vorhangsystem umgewandelt werden. Das Target Center mit einer Fläche von 831.533 sq ft (etwa 77.252 m²) besitzt einen beweglichen Boden, der innerhalb von 25 Minuten um fünf Fuß (rund 1,5 Meter) hoch- und runtergefahren werden kann, um die Sicht auf die Spielfläche bei verschiedenen Veranstaltungen zu verbessern. Im Keller der Arena befindet sich ein voll ausgestatteter Fitnessclub. Über zwei Etagen bieten sich neben den Fitnessgeräten und Hanteln u. a. Racquetballplätze, Basketballspielfelder, ein Hallenbad und eine Laufbahn sowie ein Barbereich. Um die Halle stehen Parkflächen mit über 12.000 Stellplätzen zur Verfügung. Die meisten davon sind per Minneapolis Skyway System miteinander verbunden.
Im Oktober 2004 wurde die gesamte Bestuhlung ausgetauscht und die Treasure Island V.I.P. Terrace eröffnet. 2009 erhielt die Halle, als erste in Nordamerika, auf der Fläche von 2,5 Acre (rund 10.117 m²) ein begrüntes Dach. Es ist mit in Minnesota typischen Gewächsen wie Sedum, Lupinen, Wald-Erdbeeren und Herbst-Prachtscharten bepflanzt. Jährlich soll das Dach fast eine Million Gallonen (rund 3,7 Mio. Liter) Regenwasser auffangen. Das Anlegen des grünen Daches hat 5,3 Mio. US-Dollar gekostet.
Die bisher letzten großen Renovierungsarbeiten wurde in drei Phasen vom Mai 2016 bis Oktober 2017 durchgeführt. Zu den umfangreichen Arbeiten für 145 Mio. US-Dollar, die die ganze Halle betrafen, gehörten u. a. ein verglaster Eingangsbereich, eine neue Fassade, Austausch der Bestuhlung mit 19.000 Sitzplätzen, die Modernisierung der Suiten, Clubs und Mannschaftskabinen, neue Premium-Sitzbereiche, ein neuer Videowürfel unter der Hallendecke, verbesserten Zugang für Rollstuhlfahrer und LED-Werbebanden. Die Umbauprojekt war ein Joint Venture aus den Minnesota Timberwolves, den Minnesota Lynx, der Stadt Minneapolis und AEG Facilities. Jährlich finden im Target Center etwa 200 Veranstaltungen mit über einer Million Besuchern statt.
In der Lobby der Arena steht seit dem 8. April 2001 eine bronzene, neun Fuß (2,74 m) hohe, Statue von George Mikan, Spitzname: Mr. Basketball, der von 1947 bis 1956 bei den Minneapolis Lakers spielte. Eine weitere bronzene Statue des in Minneapolis geborenen Sportjournalisten Sid Hartman (1920–2020, Star Tribune und WCCO) steht seit Oktober 2010 am Eingang der Arena an der Ecke 6th Street und First Avenue. Hartman wurde 1947 General Manager der Minnesota Lakers und baute das Team mit auf.

## Sportliche Nutzer
Neben den Timberwolves und den Lynx waren weitere Sportmannschaften im Target Center beheimatet. Die Inlinehockeymannschaft der Minnesota Arctic Blast (RHI) nutzte die Arena 1994 und 1996 für ihre Heimspiele. Das Eishockeyteam der Minnesota Moose aus der International Hockey League (IHL) trat zwischen 1994 und 1996, neben ihrer Hauptspielstätte St. Paul Civic Center, vereinzelt im Target Center an. Nur eine Saison, 1996, trugen die Minnesota Fighting Pike aus der Arena Football League (AFL) ihre Partien in der Arena aus, bevor sie aufgelöst wurden. Von 2011 bis 2013 bestritt die Frauen-Footballmannschaft der Minnesota Valkyrie aus der Legends Football League (LFL) ihre Heimspiele im Target Center. Im Dezember 2013 wurde das Franchise aufgelöst.

## Konzerte
Seit der Eröffnung ist das Target Center eine viel genutzte Konzertarena. Viele nationale und internationale Künstler und Bands traten in der Arena von Minneapolis und dem U.S. Bank Theater at Target Center auf. Zu ihnen gehören der in Minneapolis geborene Prince, der aus Minnesota stammende Bob Dylan, Elton John, Paul McCartney, die Dixie Chicks, Coldplay, Rod Stewart, Garth Brooks & Trisha Yearwood, The Rolling Stones, Ed Sheeran, Billy Joel, Guns n’ Roses, Taylor Swift, Amy Grant, das Trans-Siberian Orchestra, Reba McEntire, Aerosmith, Joni Mitchell, Kacey Musgraves, Neil Diamond, Fleetwood Mac, Metallica, Katy Perry, die Red Hot Chili Peppers, Snoop Dogg, Avril Lavigne, The Judds, Dwight Yoakam, Def Leppard, Twelfth Night, U2, Demi Lovato, Nickelback, Christina Perri, Korn, Kid Rock, die Dave Matthews Band, Lady Antebellum, Ozzy Osbourne, Phil Collins, Rammstein, Pantera, Dolly Parton, George Strait, KISS, ZZ Top, Miley Cyrus, die Bloodhound Gang, Jimmy Buffett, Hilary Duff, Eric Church u. v. m. auf.

## Betreiber
Die ersten zehn Jahre von 1990 bis zum 22. September 2000 war die Ogden Entertainment die Betreibergesellschaft der Veranstaltungshalle. 2000 übernahm SFX Entertainment (später Clear Channel Entertainment) das Management. Die Midwest Entertainment Group (MEG), ein Joint Venture der Timberwolves und Nederlander Concerts, betrieb vom 1. Mai 2004 bis 2007 das Target Center. Im Mai 2006 ging die MEG ganz in den Besitz der Minnesota Timberwolves über. Am 2. Mai 2007 übernahm die AEG Facilities den Betrieb der Arena.

## Galerie

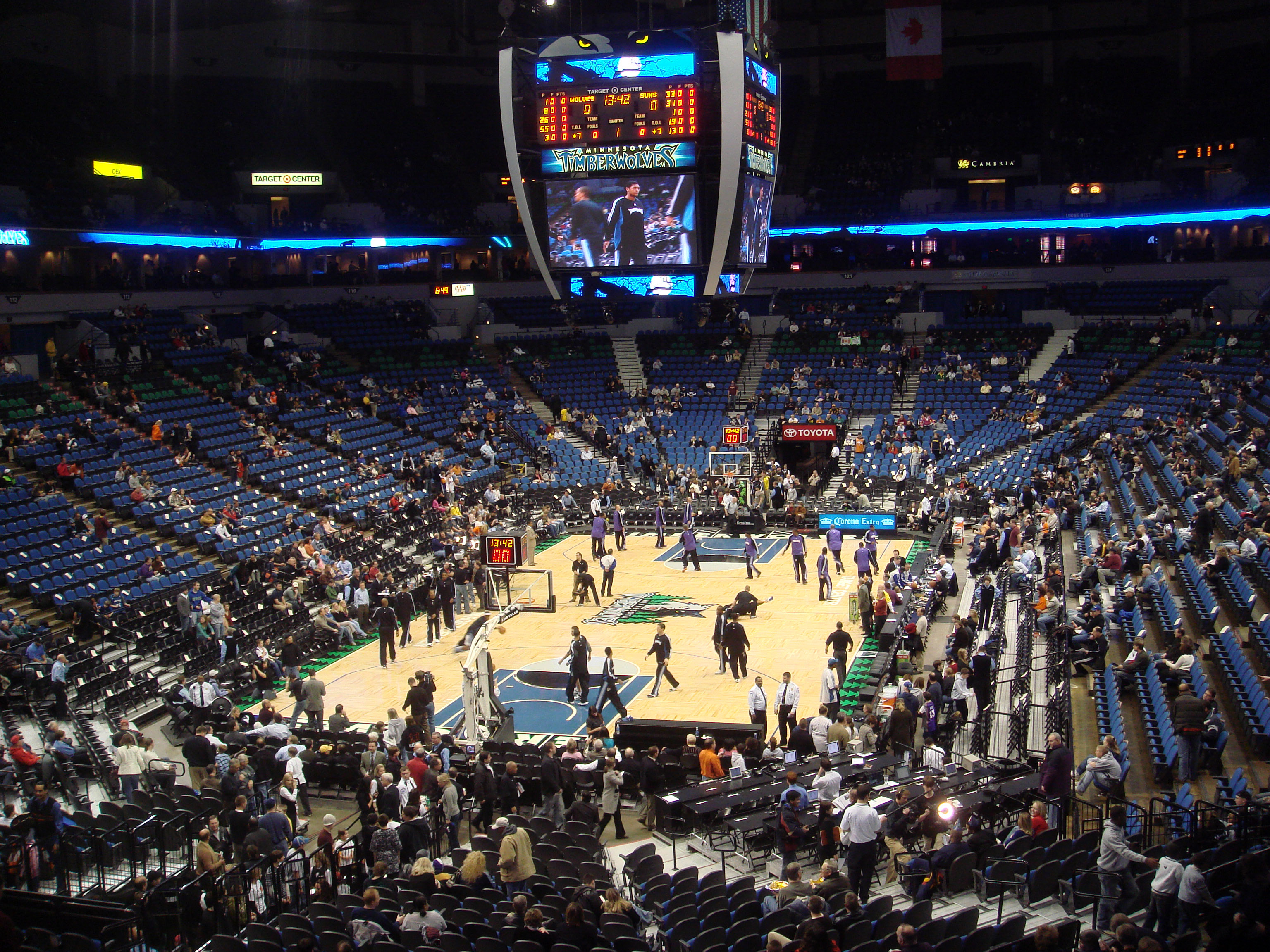
Das Target Center vor dem Spiel der Timberwolves gegen die Phoenix Suns am 23. Januar 2008
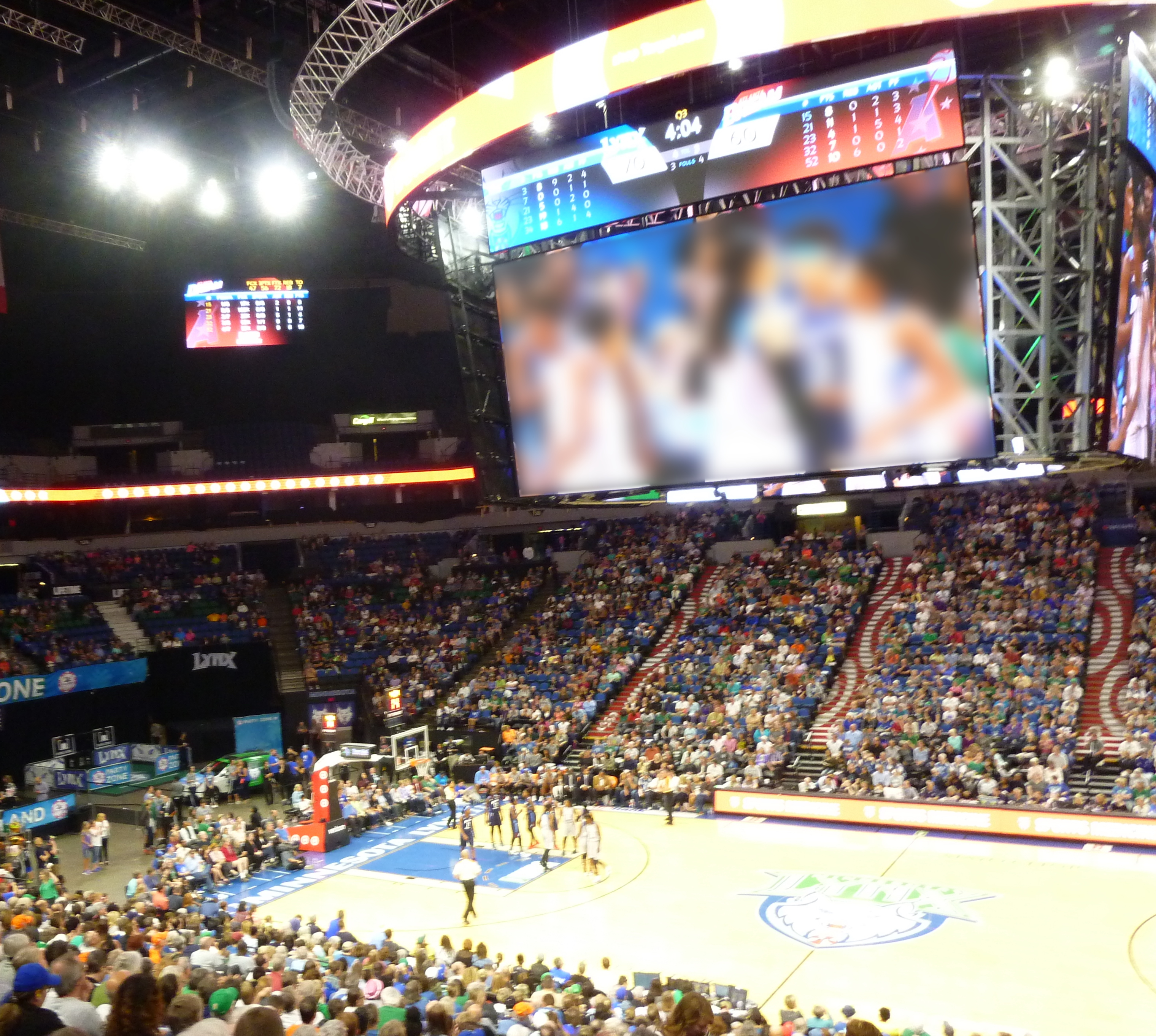
Der 2016 installierte Videowürfel über dem Spielfeld